# Campeonato Sub-16 de la OFC
El Campeonato Sub-16 de la OFC es el principal torneo de dicha categoría en Oceanía. El campeón clasifica a la Copa Mundial Sub-17 del año siguiente.
Entre 1983 y 2017, el torneo estaba abierto a equipos menores de 17 años y se llamaba Campeonato Sub-17 de la OFC. Desde 2018, el límite de edad se redujo a menores de 16 años y el torneo se llama Campeonato Sub-16 de la OFC.
Los equipos más ganadores son Australia, actualmente en la AFC, y Nueva Zelanda, que obtuvieron diez títulos cada uno. Ningún otra seleccionado pudo coronarse campeón, siendo Tahití, Nueva Caledonia, Vanuatu, las Islas Salomón y Fiyi los que ostentan al menos un subcampeonato.
Es el único torneo de la Confederación de Fútbol de Oceanía que se disputó fuera del continente. La edición 1986 fue acogida en la República de China (Taiwán), ubicada en Asia, que en ese entonces estaba asociada a la OFC luego de haber sido expulsada de la AFC. Entre 1983 y 2017, la competencia estuvo abierta a equipos menores de 17 años. Desde 2018, el límite de edad se redujo a los menores de 16 años.

## Campeonatos
| Edición                     | Año          | Sede                  | Campeón                               | Resultado                             | Segundo lugar                         | Tercer lugar                          | Resultado                             | Cuarto lugar                          |
| --------------------------- | ------------ | --------------------- | ------------------------------------- | ------------------------------------- | ------------------------------------- | ------------------------------------- | ------------------------------------- | ------------------------------------- |
| Campeonato Sub-17 de la OFC |              |                       |                                       |                                       |                                       |                                       |                                       |                                       |
| 1                           | 1983 Detalle | Nueva Zelanda         | Australia                             | Lig.                                  | Nueva Zelanda                         | China Taipéi                          | Lig.                                  | Nueva Caledonia                       |
| 2                           | 1986 Detalle | República de China    | Australia                             | Lig.                                  | Nueva Zelanda                         | China Taipéi                          | Lig.                                  | Papúa Nueva Guinea                    |
| 3                           | 1989 Detalle | Australia             | Australia                             | Lig.                                  | Nueva Zelanda                         | China Taipéi                          | Lig.                                  | Fiyi                                  |
| 4                           | 1991 Detalle | Nueva Zelanda         | Australia                             | Lig.                                  | Nueva Zelanda                         | Fiyi                                  |                                       |                                       |
| 5                           | 1993 Detalle | Nueva Zelanda         | Australia                             | 3:0                                   | Islas Salomón                         | Nueva Zelanda                         | Lig.                                  | Fiyi                                  |
| 6                           | 1995 Detalle | Vanuatu               | Australia                             | 1:0                                   | Nueva Zelanda                         | Vanuatu                               | 3:0                                   | Islas Salomón                         |
| 7                           | 1997 Detalle | Nueva Zelanda         | Nueva Zelanda                         | 1:0                                   | Australia                             | Islas Salomón                         | 3:0                                   | Fiyi                                  |
| 8                           | 1999 Detalle | Fiyi                  | Australia                             | 5:0                                   | Fiyi                                  | Islas Salomón                         | Lig.                                  | Nueva Caledonia                       |
| 9                           | 2001 Detalle | Samoa y Vanuatu       | Australia                             | 3:0 6:0                               | Nueva Zelanda                         | Papúa Nueva Guinea                    | Lig.                                  | Vanuatu                               |
| 10                          | 2003 Detalle | Australia y Samoa Am. | Australia                             | 4:0 3:1                               | Nueva Caledonia                       | Vanuatu                               | Lig.                                  | Fiyi                                  |
| 11                          | 2005 Detalle | Nueva Caledonia       | Australia                             | 1:0                                   | Vanuatu                               | Islas Salomón                         | 3:1                                   | Nueva Caledonia                       |
| 12                          | 2007 Detalle | Polinesia Francesa    | Nueva Zelanda                         | Lig.                                  | Tahití                                | Fiyi                                  | Lig.                                  | Nueva Caledonia                       |
| 13                          | 2009 Detalle | Nueva Zelanda         | Nueva Zelanda                         | Lig.                                  | Tahití                                | Nueva Caledonia                       | Lig.                                  | Vanuatu                               |
| 14                          | 2011 Detalle | Nueva Zelanda         | Nueva Zelanda                         | 2:0                                   | Tahití                                | Islas Salomón                         | 2:0                                   | Vanuatu                               |
| 15                          | 2013 Detalle | Vanuatu               | Nueva Zelanda                         | Lig.                                  | Nueva Caledonia                       | Vanuatu                               | Lig.                                  | Fiyi                                  |
| 16                          | 2015 Detalle | Samoa y Samoa Am.     | Nueva Zelanda                         | 1:1 (5:3 pen.)                        | Tahití                                | Vanuatu                               | 6:0                                   | Nueva Caledonia                       |
| 17                          | 2017 Detalle | Polinesia Francesa    | Nueva Zelanda                         | 7:0                                   | Nueva Caledonia                       | Islas Salomón                         | Lig.                                  | Papúa Nueva Guinea                    |
| Campeonato Sub-16 de la OFC |              |                       |                                       |                                       |                                       |                                       |                                       |                                       |
| 18                          | 2018 Detalle | Islas Salomón         | Nueva Zelanda                         | 0:0 (5:4 pen.)                        | Islas Salomón                         | Tahití                                | 2:1                                   | Fiyi                                  |
|                             | 2021 Detalle | Fiyi                  | Cancelado por la Pandemia de COVID-19 | Cancelado por la Pandemia de COVID-19 | Cancelado por la Pandemia de COVID-19 | Cancelado por la Pandemia de COVID-19 | Cancelado por la Pandemia de COVID-19 | Cancelado por la Pandemia de COVID-19 |
| 19                          | 2023 Detalle | Fiyi                  | Nueva Zelanda                         | 1:0                                   | Nueva Caledonia                       | Tahití                                | 3:0                                   | Fiyi                                  |
| 20                          | 2024 Detalle | Tahití                | Nueva Zelanda                         | 3:1                                   | Fiyi                                  | Nueva Caledonia                       | 5:4                                   | Tahití                                |

## Palmarés
En cursiva el año en el que el equipo logró dicha posición como local.
| Equipo             | Campeón                                                         | Subcampeón                             | Tercer lugar                     | Cuarto lugar                                 |
| ------------------ | --------------------------------------------------------------- | -------------------------------------- | -------------------------------- | -------------------------------------------- |
| Nueva Zelanda      | 10 (1997, 2007, 2009, 2011, 2013, 2015, 2017, 2018, 2023, 2024) | 6 (1983, 1986, 1989, 1991, 1995, 2001) | 1 (1993)                         |                                              |
| Australia          | 10 (1983, 1986, 1989, 1991, 1993, 1995, 1999, 2001, 2003, 2005) | 1 (1997)                               |                                  |                                              |
| Nueva Caledonia    |                                                                 | 4 (2003, 2013, 2017, 2023)             | 2 (2009, 2024)                   | 5 (1983, 1999, 2005, 2007, 2015)             |
| Tahití             |                                                                 | 4 (2007, 2009, 2011, 2015)             | 2 (2018, 2023)                   | 1 (2024)                                     |
| Islas Salomón      |                                                                 | 2 (1993, 2018)                         | 5 (1997, 1999, 2005, 2011, 2017) | 1 (1995)                                     |
| Fiyi               |                                                                 | 2 (1999, 2024)                         | 2 (1991, 2007)                   | 7 (1989, 1993, 1997, 2003, 2013, 2018, 2023) |
| Vanuatu            |                                                                 | 1 (2005)                               | 4 (1995, 2003, 2013, 2015)       | 3 (2001, 2009, 2011)                         |
| China Taipéi       |                                                                 |                                        | 3 (1983, 1986, 1989)             |                                              |
| Papúa Nueva Guinea |                                                                 |                                        | 1 (2001)                         | 2 (1986, 2017)                               |

## Estadísticas

### Tabla histórica
| Equipo | Equipo             | Pts | PJ | PG | PE | PP | GF  | GC  | Dif  | Rend  |
| ------ | ------------------ | --- | -- | -- | -- | -- | --- | --- | ---- | ----- |
| 1      | Nueva Zelanda      | 164 | 68 | 52 | 8  | 8  | 222 | 45  | 177  | 80,3% |
| 2      | Australia          | 154 | 54 | 51 | 1  | 2  | 320 | 13  | 307  | 95,1% |
| 3      | Nueva Caledonia    | 76  | 49 | 24 | 4  | 21 | 113 | 103 | 10   | 51,7% |
| 4      | Vanuatu            | 75  | 54 | 23 | 6  | 25 | 168 | 150 | 18   | 46,2% |
| 5      | Islas Salomón      | 74  | 46 | 23 | 5  | 18 | 156 | 59  | 97   | 53,6% |
| 6      | Fiyi               | 71  | 65 | 20 | 11 | 34 | 137 | 159 | -22  | 36,4% |
| 7      | Tahití             | 61  | 46 | 18 | 7  | 21 | 109 | 86  | 23   | 44,2% |
| 8      | Papúa Nueva Guinea | 42  | 35 | 12 | 6  | 17 | 55  | 80  | -15  | 40%   |
| 9      | China Taipéi       | 19  | 13 | 6  | 1  | 6  | 39  | 15  | 24   | 48,7% |
| 10     | Samoa              | 16  | 27 | 5  | 1  | 21 | 29  | 110 | -81  | 19,7% |
| 11     | Islas Cook         | 8   | 30 | 2  | 2  | 26 | 15  | 149 | -134 | 8,8%  |
| 12     | Tonga              | 5   | 24 | 1  | 2  | 21 | 6   | 237 | -231 | 6,9%  |
| 13     | Samoa Americana    | 2   | 21 | 0  | 2  | 19 | 8   | 172 | -162 | 3,1%  |

### Participaciones
Hasta la edición 2017 inclusive.
| N.º de part. | Selección          |
| ------------ | ------------------ |
| 16           | Fiyi               |
| 15           | Nueva Zelanda      |
| 13           | Vanuatu            |
| 12           | Tahití             |
| 11           | Australia          |
| 10           | Islas Salomón      |
| 10           | Nueva Caledonia    |
| 8            | Papúa Nueva Guinea |
| 7            | Islas Cook         |
| 6            | Samoa              |
| 6            | Tonga              |
| 5            | Samoa Americana    |
| 3            | China Taipéi       |

## Desempeño
| Equipo             | 1983 | 1986 | 1989 | 1991              | 1993              | 1995              | 1997              | 1999              | / 2001            | / 2003            | 2005              | 2007              | 2009              | 2011              | 2013              | / 2015            | 2017              | 2018              | 2023              | Part. |
| ------------------ | ---- | ---- | ---- | ----------------- | ----------------- | ----------------- | ----------------- | ----------------- | ----------------- | ----------------- | ----------------- | ----------------- | ----------------- | ----------------- | ----------------- | ----------------- | ----------------- | ----------------- | ----------------- | ----- |
| Samoa Americana    | ×    | ×    | ×    | ×                 | ×                 | ×                 | ×                 | GS                | GS                | GS                | ×                 | ×                 | ×                 | GS                | PR                | GS                | PR                | PR                | GS                | 9     |
| Australia          | 1º   | 1º   | 1º   | 1º                | 1º                | 1º                | 2º                | 1º                | 1º                | 1º                | 1º                | miembro de la AFC | miembro de la AFC | miembro de la AFC | miembro de la AFC | miembro de la AFC | miembro de la AFC | miembro de la AFC | miembro de la AFC | 11    |
| China Taipéi       | 3º   | 3º   | 3º   | miembro de la AFC | miembro de la AFC | miembro de la AFC | miembro de la AFC | miembro de la AFC | miembro de la AFC | miembro de la AFC | miembro de la AFC | miembro de la AFC | miembro de la AFC | miembro de la AFC | miembro de la AFC | miembro de la AFC | miembro de la AFC | miembro de la AFC | miembro de la AFC | 3     |
| Islas Cook         | ×    | ×    | ×    | ×                 | ×                 | ×                 | GS                | GS                | ×                 | GS                | GS                | ×                 | ×                 | GS                | GS                | GS                | PR                | PR                | QF                | 10    |
| Fiyi               | GS   | GS   | 4º   | 3º                | 4º                | GS                | 4º                | 2º                | GS                | GS                | GS                | 3º                | ×                 | GS                | 4º                | GS                | GS                | 4º                | 4º                | 18    |
| Nueva Caledonia    | 4º   | ×    | ×    | ×                 | ×                 | ×                 | ×                 | 4º                | ×                 | 2º                | 4º                | 4º                | 3º                | GS                | 2º                | 4º                | 2º                | GS                | 2º                | 12    |
| Nueva Zelanda      | 2º   | 2º   | 2º   | 2º                | 3º                | 2º                | 1º                | ×                 | 2º                | GS                | ×                 | 1º                | 1º                | 1º                | 1º                | 1º                | 1º                | 1º                | 1º                | 17    |
| Papúa Nueva Guinea | ×    | 4º   | ×    | ×                 | ×                 | ×                 | ×                 | GS                | GS                | ×                 | GS                | ×                 | ×                 | GS                | GS                | GS                | SF                | GS                | ×                 | 9     |
| Samoa              | ×    | ×    | ×    | ×                 | ×                 | ×                 | GS                | GS                | GS                | GS                | ×                 | ×                 | ×                 | ×                 | PR                | GS                | GS                | GS                | QF                | 9     |
| Islas Salomón      | ×    | ×    | ×    | ×                 | 2º                | 4º                | 3º                | 3º                | GS                | GS                | 3º                | ×                 | ×                 | 3º                | ×                 | GS                | SF                | 2º                | ×                 | 11    |
| Tahití             | GS   | ×    | ×    | ×                 | GS                | ×                 | GS                | GS                | GS                | GS                | GS                | 2º                | 2º                | 2º                | ×                 | 2º                | GS                | 3º                | 3º                | 14    |
| Tonga              | ×    | ×    | ×    | ×                 | ×                 | ×                 | ×                 | GS                | GS                | GS                | GS                | ×                 | ×                 | GS                | PR                | GS                | PR                | PR                | QF                | 10    |
| Vanuatu            | ×    | ×    | GS   | ×                 | GS                | 3º                | GS                | GS                | GS                | GS                | 2º                | ×                 | 4º                | 4º                | 3º                | 3º                | GS                | GS                | QF                | 15    |

### Simbología
| - 1º – Campeón - 2º – Finalista - 3º – 3º Lugar - 4º – 4º Lugar - SF – Semifinales - GS – Fase de grupos | - PR – Ronda preliminar - × – No participó - × – Se retiró - – Sede - Q – Clasificado |

## Desempeño en los mundiales
| Equipo          | 1985 | 1987 | 1989 | 1991 | 1993 | 1995 | 1997 | 1999 | 2001 | 2003 | 2005 | 2007              | 2009              | 2011              | 2013              | 2015              | 2017              | 2019              | 2023              | 2025              | Part. |
| --------------- | ---- | ---- | ---- | ---- | ---- | ---- | ---- | ---- | ---- | ---- | ---- | ----------------- | ----------------- | ----------------- | ----------------- | ----------------- | ----------------- | ----------------- | ----------------- | ----------------- | ----- |
| Australia       | QF   | QF   | R1   | QF   | QF   | QF   |      | 2º   | QF   | R1   | R1   | miembro de la AFC | miembro de la AFC | miembro de la AFC | miembro de la AFC | miembro de la AFC | miembro de la AFC | miembro de la AFC | miembro de la AFC | miembro de la AFC | 10    |
| Fiyi            |      |      |      |      |      |      |      |      |      |      |      |                   |                   |                   |                   |                   |                   |                   |                   | Q                 | 1     |
| Nueva Caledonia |      |      |      |      |      |      |      |      |      |      |      |                   |                   |                   |                   |                   | R1                |                   | R1                | Q                 | 3     |
| Nueva Zelanda   |      |      |      |      |      |      | R1   | R1   |      |      |      | R1                | R2                | R2                | R1                | R2                | R1                | R1                | R1                | Q                 | 11    |
| Islas Salomón   |      |      |      |      |      |      |      |      |      |      |      |                   |                   |                   |                   |                   |                   | R1                |                   |                   | 1     |

### Simbología
| - 1º – Campeón - 2º – Finalista - 3º – 3º Lugar - 4º – 4º Lugar - QF – Cuartos de final | - R2 – Segunda ronda - R1 – Primera ronda - – Sede - Q – Clasificado |